# Mosquée de Gazi Ferhad Bey
La mosquée de Gazi Ferhad Bey est située en Bosnie-Herzégovine, dans le village et la municipalité de Tešanj. Construite originellement vers 1564 et rebâtie plus tard, elle est inscrite sur la liste des monuments nationaux de Bosnie-Herzégovine.

## Architecture

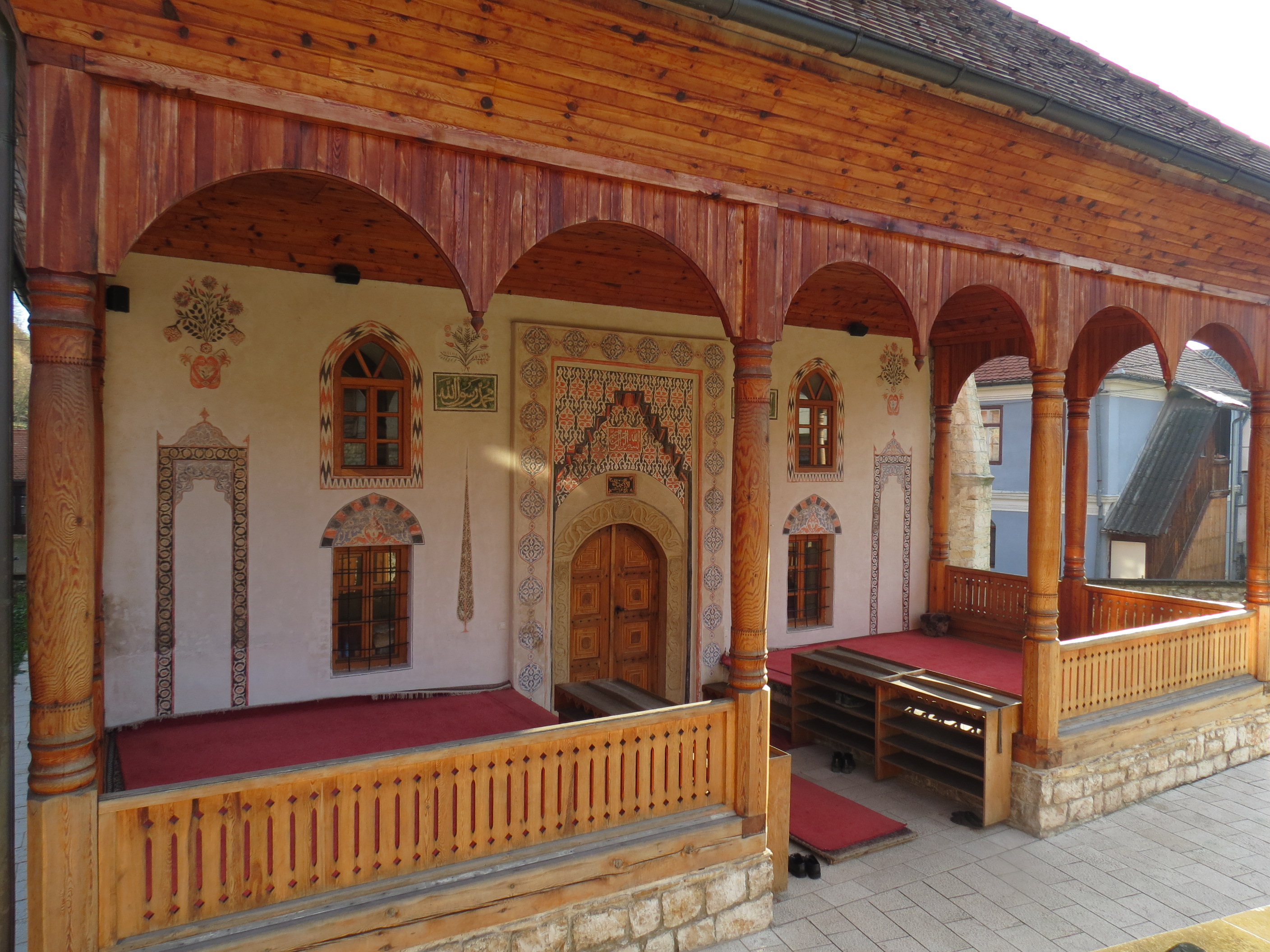
Porche.
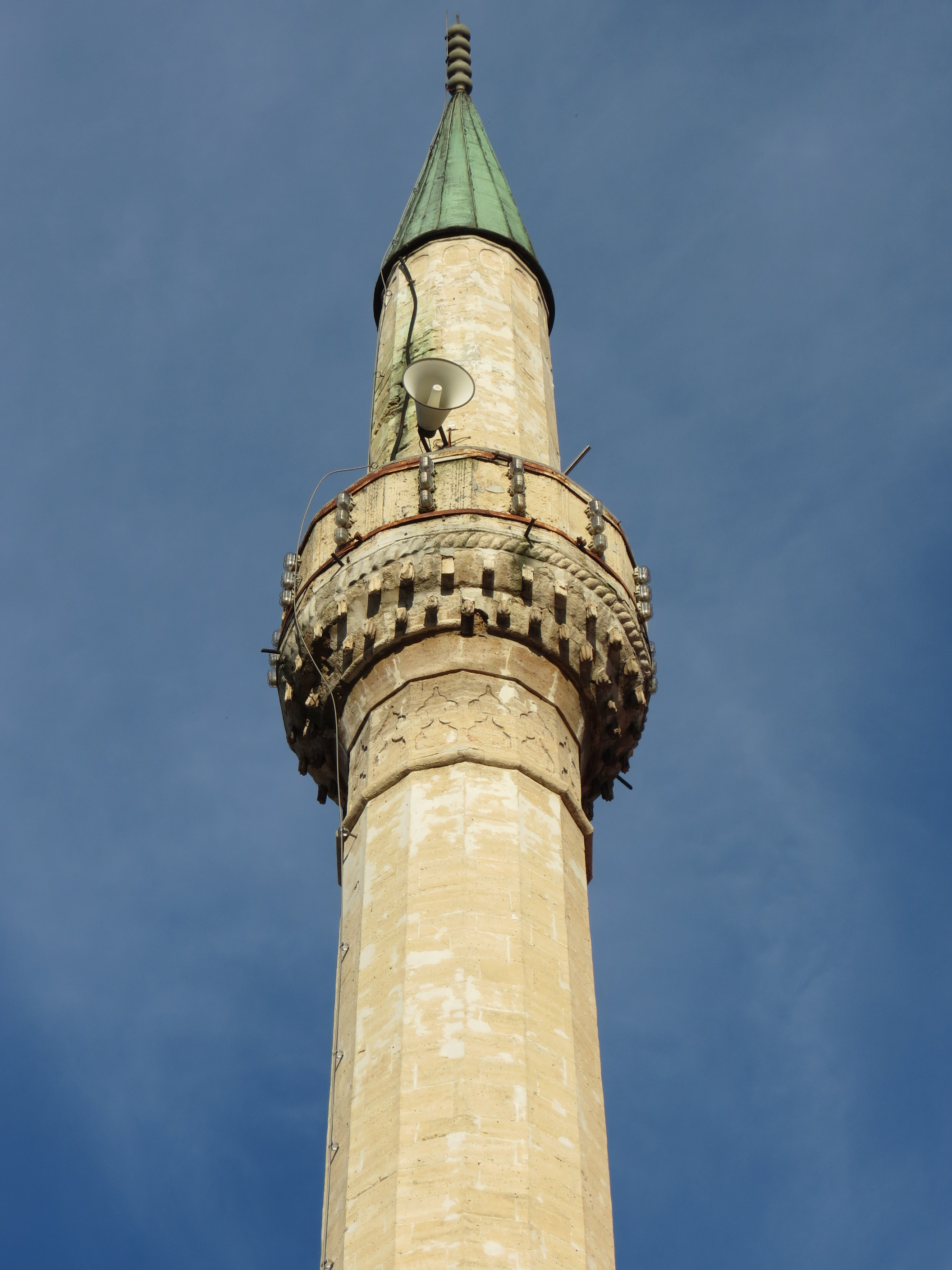
Minaret.
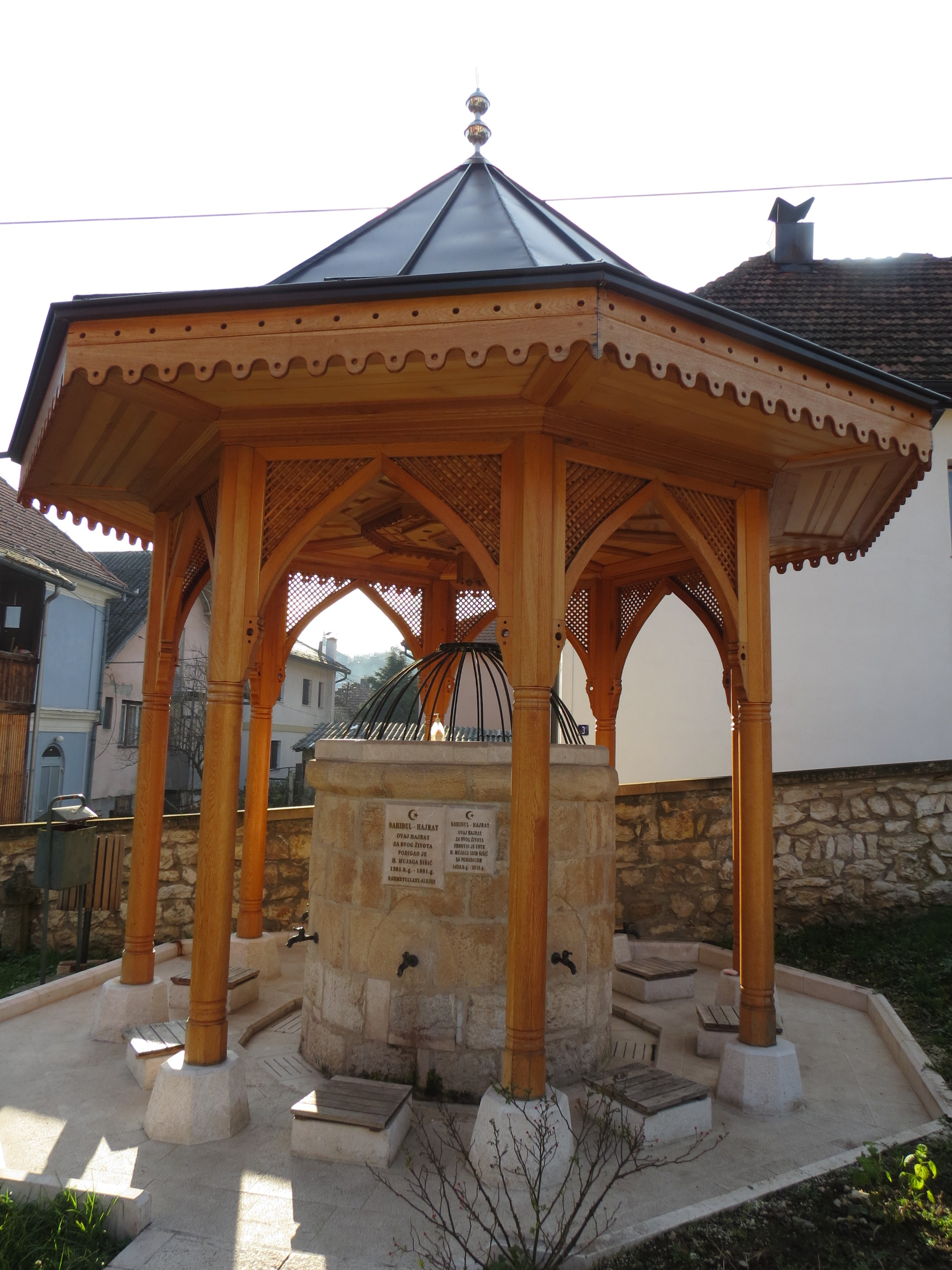
Fontaine.